# Francesca Smith
Francesca Marie Smith, född den 26 mars 1985, är en amerikansk skådespelerska. Hon är mest känd för rösten till Helga Pataki i Hey Arnold!